# Antonio Roma
Antonio Roma (13. července 1932, Buenos Aires – 20. února 2013, Buenos Aires) byl argentinský fotbalový brankář.

## Hráčská kariéra
Antonio Roma hrál na postu brankáře za Ferro Carril Oeste a Bocu Juniors.
Za Argentinu chytal 42 zápasů. Byl na MS 1962 a 1966.

## Úspěchy
Boca Juniors
- Primera División (5): 1962, 1964, 1965, 1969 Nacional, 1970 Nacional

Argentina
- Mistrovství Jižní Ameriky: 1957